# Polcitatna beseda
Polcitatna beseda je poimenovanje za deloma poslovenjena lastna imena ali delno poslovenjene besedne zveze. Polcitatne besede imajo lahko pisno citatno obliko v imenovalniku in tožilniku, ne pa nujno tudi glasovno. Koren besede tako ostane v citatni obliki, besedo oziroma besedno zvezo pa sklanjamo po sklanjatvenih obrazcih. V kolikor je dana polcitatna beseda moškega spola, jo sklanjamo v obeh delih, za polcitatne besede ženskega spola sklanjamo le del, ki se konča na -a. Nekatere polcitatne besedne zveze nastajajo tudi s prevzemanjem večbesednih lastnih imenih, kjer ne slovenimo občnoimenskih delov.